# Церін Дондуп
Церін Дондуп (ཚེ་རིང་དོན་གྲུབ, транслітерація Вайлі: tshering dongrub) — один із найвизначніших тибетських письменників.

## Біографія
Народився у 1961-му році у сім'ї монгольських кочівників. Дондуп вивчав тибетську мову та літературу у Цинхайському інституті національностей у місті Сінін та у Північно-західному інституті національностей у Ланьчжоу.
Кілька книжок Дондупа були перекладені французькою та китайською. Збірка невеликих оповідань під назвою "Вродливий монах та інші історії" (The Handsome Monk And Other Stories) була перекладена англійською і вийшла у видавництві Columbia University Press.
Роман Дондупа "Червоний вітер виє" (The Red Wind Howls), в якому йдеться про повстання в Амдо 1958-го року, ніколи не був виданий офіційно, однак його копії циркулюють на чорному ринку. За цю книгу Дондуп був вигнаний з роботи і позбавлений громадянства.